# 英特波
英特波 (英語：INvestigacion Dlvision BArcelona，簡稱 INDIBA)是西班牙的一家射頻醫療器材公司，應用於預防醫學 、醫學美容、運動醫學、動物醫學等四大領域。
英特波在全球65個國家設有據點，于2008在新加坡設立亞洲總部，并于2016年在中國北京2019年深圳成立分公司。

## 歷史
- 1983年 Jose Calbet註冊成立INvestigacion Dlvision BArcelona公司，簡稱INDIBA。
- 1986年 英特波於康復醫學電子學領域獲得第十四屆日內瓦國際發明展金獎及布魯塞爾國際發明展銀獎
- 1987年 電容性電移法(CET)獲得馬德里國際發明展金獎
- 1988年 西班牙國王胡安·卡洛斯一世(H.M King Juan Carlos)贊許Jose Calbet先生的發明貢獻
- 1991年 電阻性電移法(RET)獲得西班牙專利商標局 專利認證 證號: ES 9 701 641
- 1997年 將兩種電移模式電容性電移法(CET) + 電阻性電移法(RET)結合在同一台設備上輸出稱為CRET，獲得 歐洲專利局專利認證 證號：EP 98 500 165.0
- 2006年  電磁兼容性系統使電磁波不會互相干擾或被其他系統干擾 (EMC) 獲得歐洲專利局專利認證 證號：EP 08 775 400.8
- 2016年 英特波射頻熱感應獲得美國FDA醫療器材許可認證。 [1]
- 2016年 448kHz結合20kHz調製模式獲得西班牙專利局專利認證 證號:ES 2 658 762

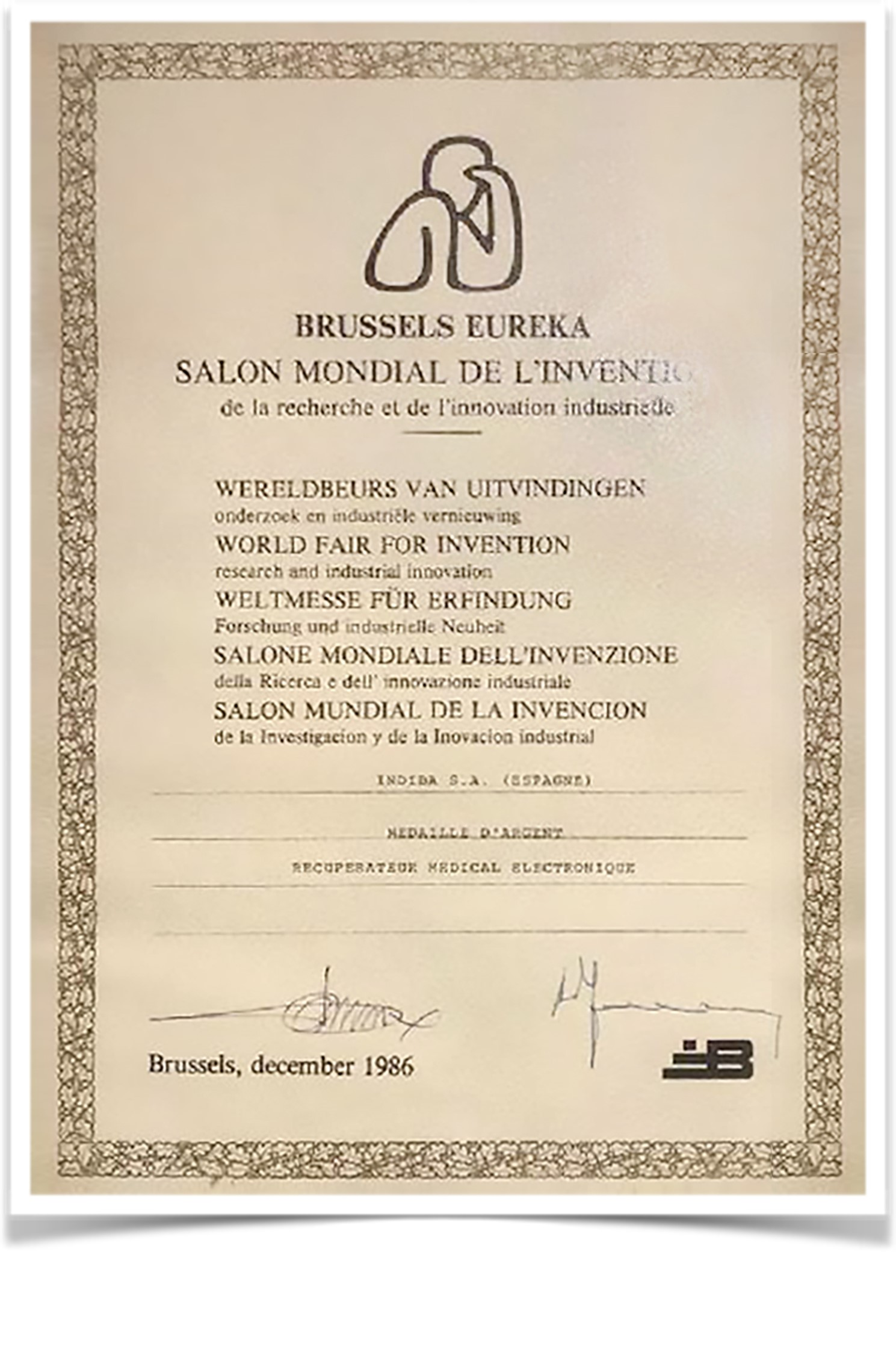
1986年日內瓦國際發明獎
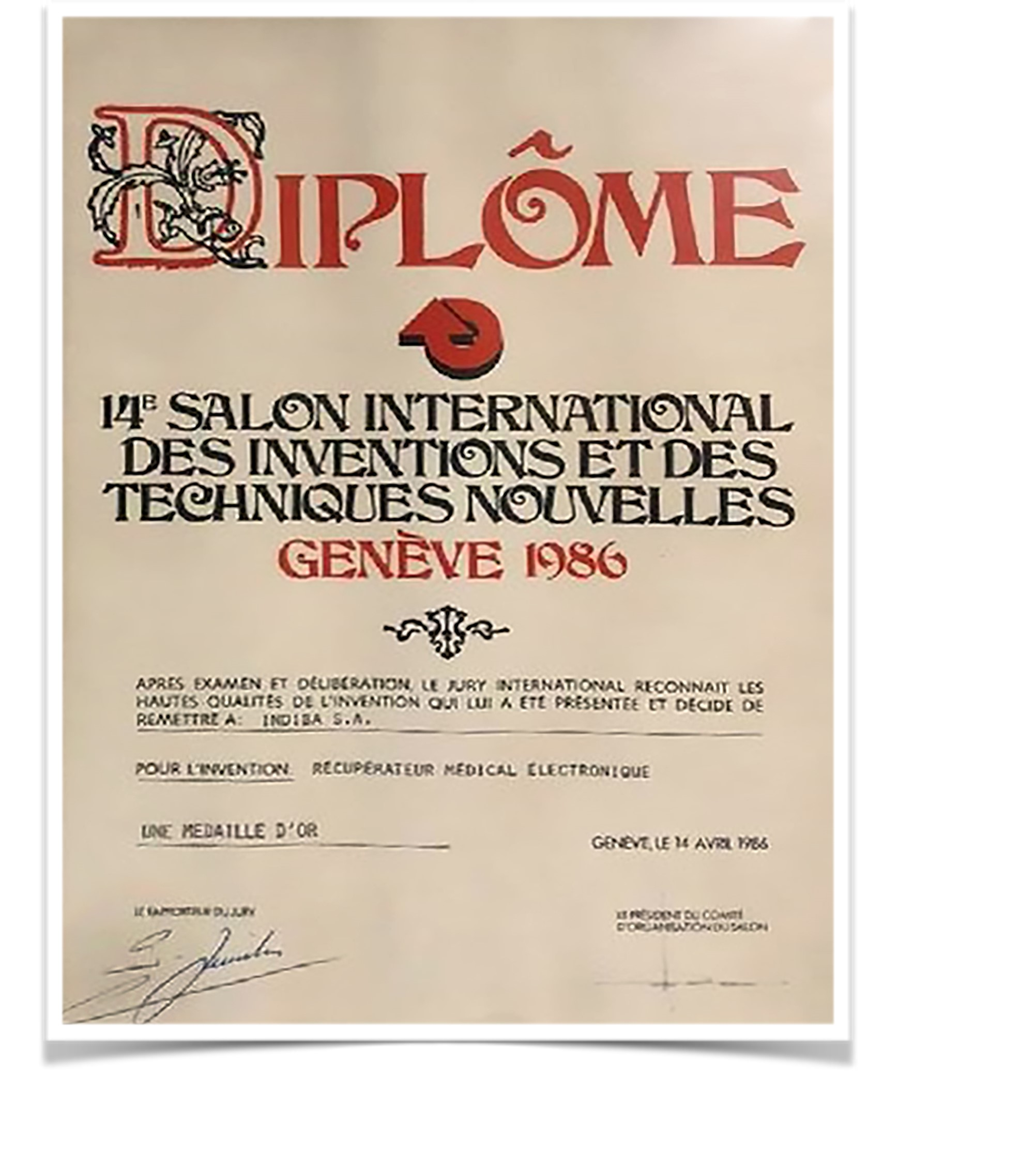
1986年布魯塞爾發明獎
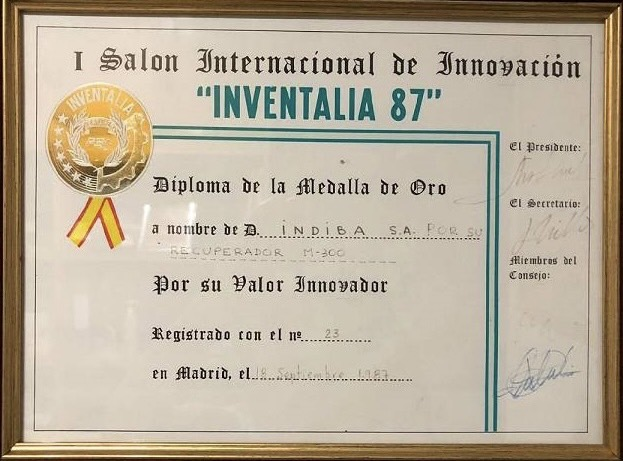
1987馬德里國際發明展金獎
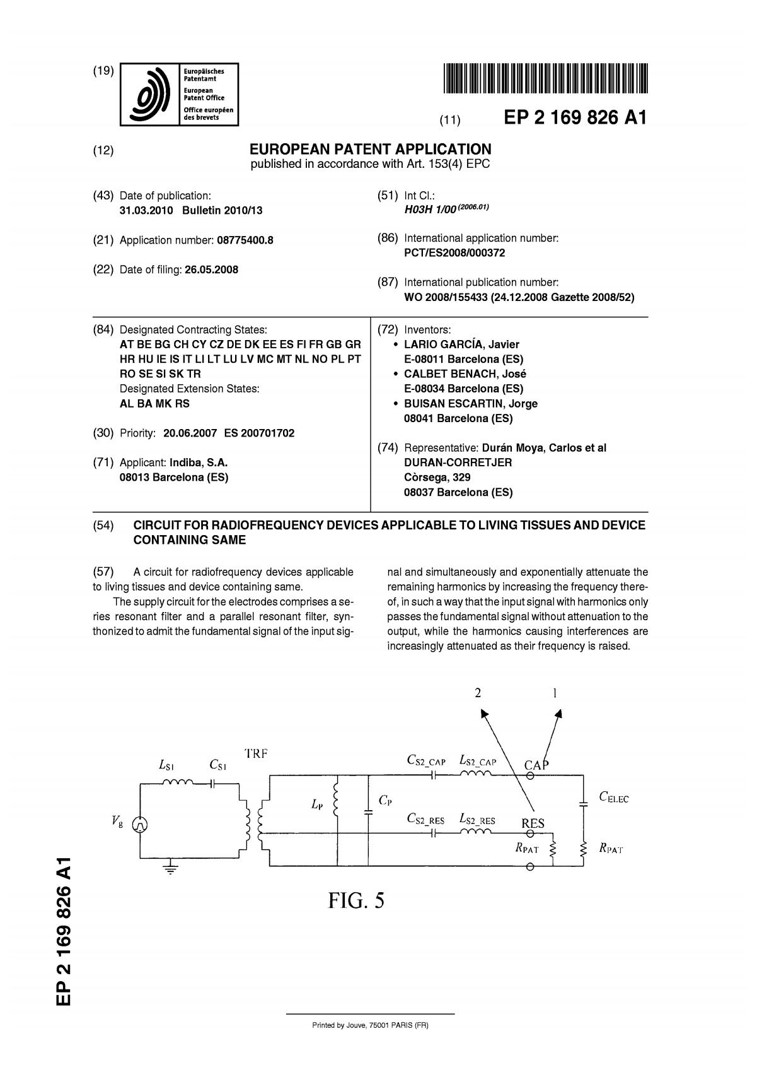
歐洲專利證書
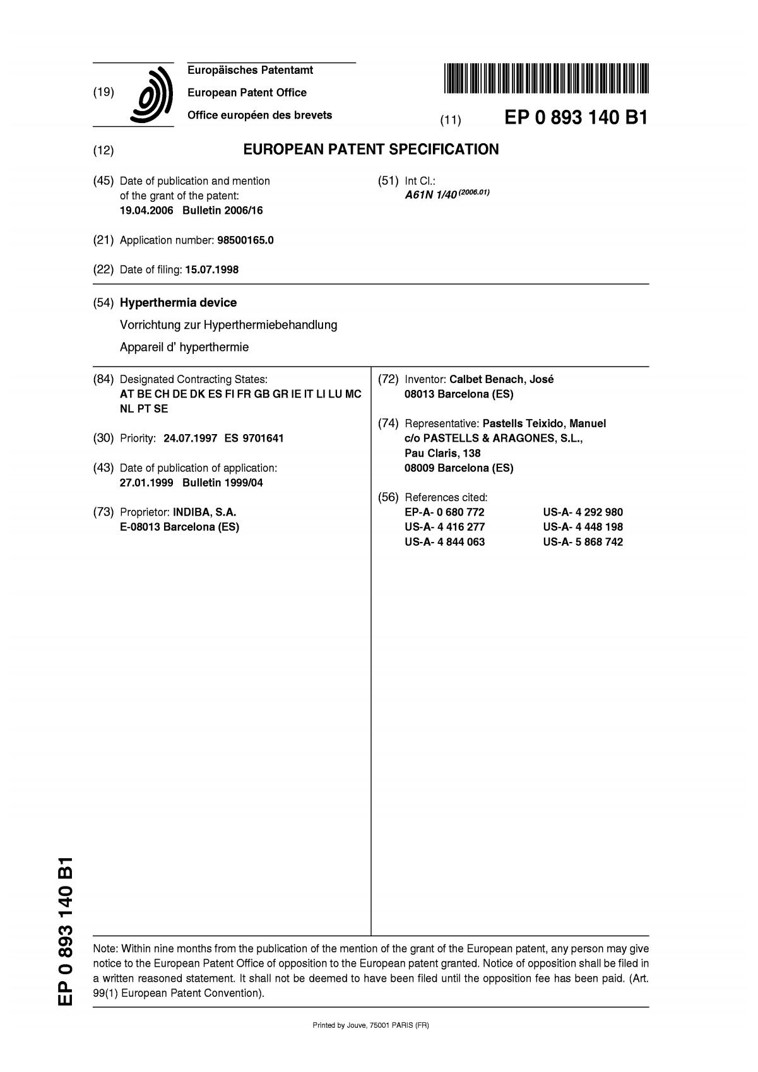
歐洲專利證書
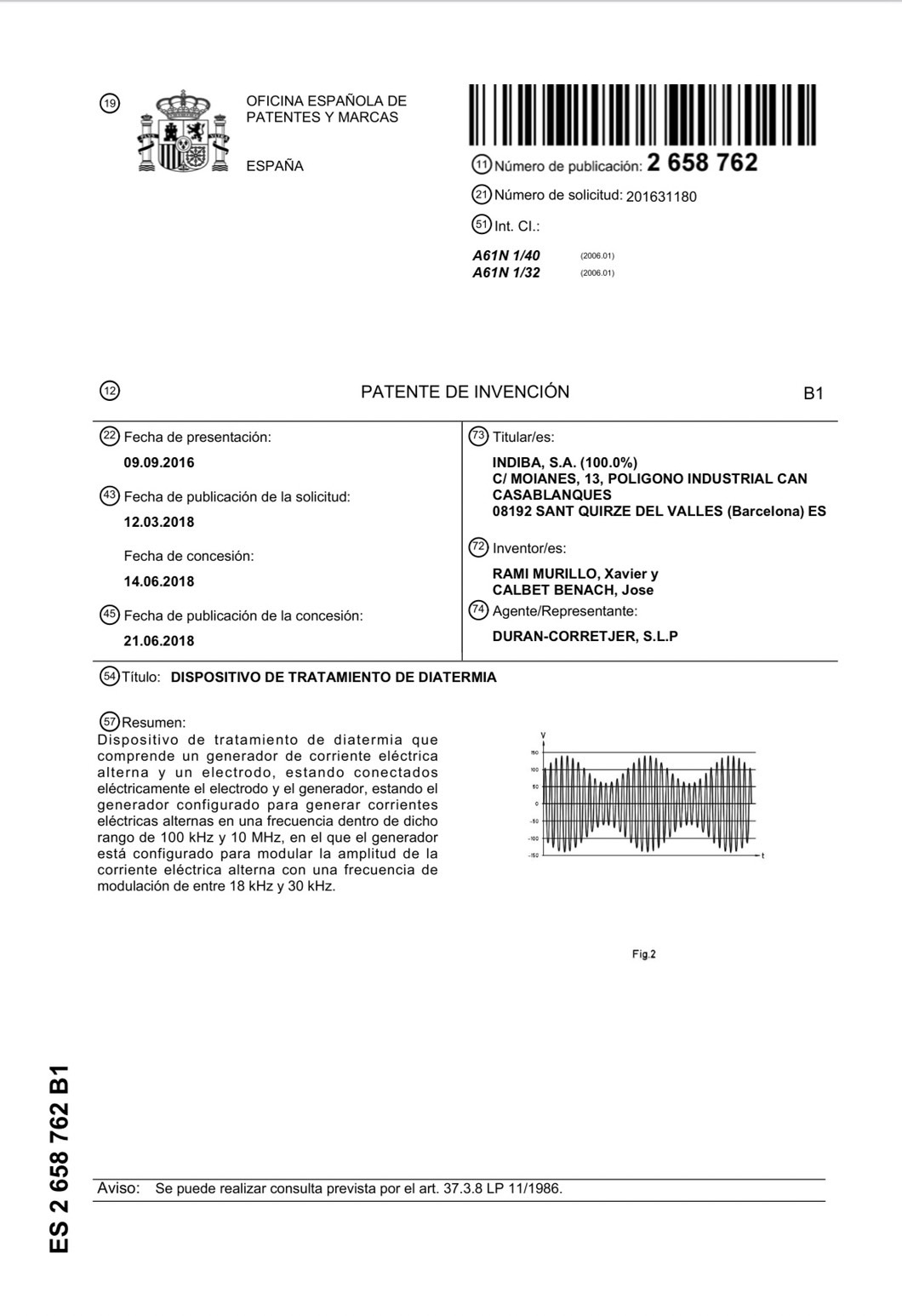
448kHz with 20kHz CM西班牙專利證書

## 产品
- Proionic系統：通过運用射頻電流通過人體時，產生的生物學反應（非熱效應與熱效應），使身體炎消炎與消腫。[2]
- 448kHz频率： 其可以促進生物刺激、抗細胞增殖（人類腫瘤細胞）、修復細胞等作用。其可以達到消炎鎮痛，促進骨折、軟組織癒合的作用，并能够促進血液循環，減少腫脹和淤青。[3]
- 448kHz結合 20kHz 頻率專利模式：此為INDIBA專利技術 (西班牙專利局專利認證 證號:ES 2 658 762)，以低能量射頻輸出達到高效能的治療效果，有利於促進膠原蛋白合成與釋放，加速創傷癒合，且治療過程更為舒適。
- ACTIV系列: 應用於運動醫學 領域，運用電極 電流通過人體，產生電容式、 電阻式效應，激起體內生理反應，可漸緩疼痛、肌肉痙攣，促進血液循環、減緩皮膚皺紋與細紋。[4]
- DEEP CARE系列: 應用於美容醫學，運用電容性電移法(CET) + 電阻性電移法(RET) 產生電容式、 電阻式效應 ，使肌膚膠原蛋白增生，治療皮膚皺紋與細紋。[5]
- DEEP BEAUTY系列: 應用於專業生活美容 ，以448kHz頻率，使觸感溫熱促進循環進而緊緻拉提、頭皮養護及運用於健康管理。[6]
- ANIMAL HEALTH系列: 應用於動物醫學，使動物康復、肌肉放鬆、舒緩疼痛、加速傷口癒合。

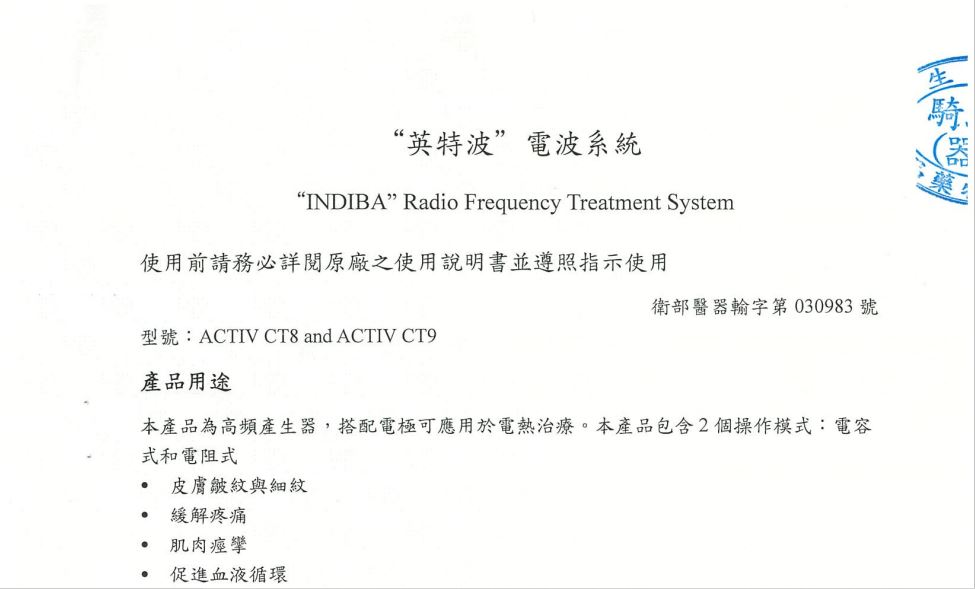
英特波ACTIV醫療器材許可證
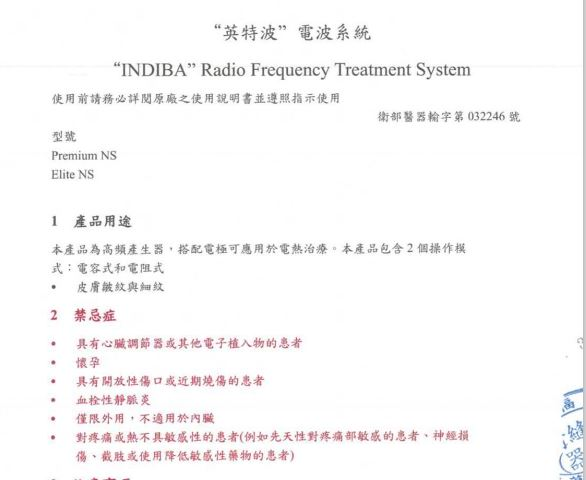
英特波DeepCARE醫療器材許可證

## 参阅
- 射頻燒灼術
- 物理治療